# ハワイマガモ
ハワイマガモ（Anas wyvilliana）は、カモ目カモ科マガモ属に分類される鳥類。

## 分布
アメリカ合衆国（カウアイ島）固有種

## 形態
全長44-49センチメートル。翼長オス21.2-22.8センチメートル、メス21-22センチメートル。
虹彩は褐色。上嘴に黒い斑紋が入る。後肢は橙色。
オスは中央尾羽が反り上がり、嘴が青灰色。繁殖期のオスは頭部から頸部の羽衣が暗緑色で、頬の羽衣は褐色。体上面や体側面の羽衣は褐色、胸部の羽衣は紫褐色で暗褐色の斑紋が入る。非繁殖期のオスやメスは頭部の胸部の羽衣は赤褐色で、暗褐色の斑紋が入る。メスは嘴が暗褐色で、先端が黄色。

## 分類
マガモの亜種とする説もある。

## 生態
渓流、湖沼、湿原などに生息する。ペアや小規模な群れを形成して生活するが、繁殖期の後に大規模な群れを形成することもある。
繁殖形態は卵生。地表の茂みに巣を作る。6-13個の卵を産む。抱卵期間は26-28日。

## 人間との関係
乱獲や人為的に移入された動物による捕食などにより生息数は減少した。オアフ島、ニイハウ島、ハワイ島、マウイ島、モロカイ島の個体群は絶滅した。カウアイ島の個体群をオアフ島やハワイ島に再導入する試みが進められている。1960年代の生息数は3,000羽と推定されている。
日本では野毛山動物園が1974年に初めて本種を飼育し、1975年に初めて飼育下繁殖に成功した。